# Miroslav Raduljica
Miroslav Raduljica (serbisch-kyrillisch Мирослав Радуљица; * 5. Januar 1988 in Inđija, SR Serbien) ist ein serbischer Basketballspieler.
Raduljica begann seine Karriere bei FMP Železnik in seiner Heimatstadt, bevor er 2010 vom türkischen Verein Efes Istanbul verpflichtet wurde, der ihn in der Folge jedoch an andere Vereine verlieh, darunter auch den deutschen Erstligisten ALBA Berlin, mit dem er in der Basketball-Bundesliga 2010/11 deutscher Vizemeister wurde. Zudem gewann er mit Železniks Lokalrivalen KK Partizan 2012 das serbische Double aus Meisterschaft und Pokal und mit Asowmasch Mariupol 2013 die ukrainische Vizemeisterschaft. 2013 bekam er von den Milwaukee Bucks einen Vertrag in der am höchsten dotierten Profiliga NBA.

## Karriere
Raduljica wurde in den Jugendmannschaften von FMP Železnik in seiner Heimatstadt ausgebildet und debütierte 2006, als frisch gekürter U18-Europameister mit der serbischen Jugendauswahl, in der ersten Mannschaft von Železnik. In der Saison 2006/07 war er an den KK Borac aus Čačak verliehen, bevor er als U19-Weltmeister mit Serbien 2007 zu Železnik zurückkehrte. Während er mit FMP keine besonderen Erfolge feierte, war er mit den serbischen Juniorenauswahlmannschaften weiter erfolgreich und gewann 2008 die U20-Europameisterschaft sowie die Goldmedaille bei der Sommer-Universiade 2009 in seiner Heimatstadt Belgrad. Zudem konnte er mit der Herren-Nationalmannschaft bei der EM-Endrunde 2009 die Silbermedaille gewinnen. 
Nach dem Finaleinzug im serbischen Pokalwettbewerb mit FMP Železnik wurde er 2010 vom türkischen Spitzenklub Efes Pilsen SK aus Istanbul verpflichtet, der ihn in der Saison 2010/11 nach anfänglichen Verletzungsproblemen unter dem kroatischen Trainer Velimir Perasović jedoch nur in wenigen Spielen einsetzte, sondern im März 2011 an deutschen Erstligisten ALBA Berlin verlieh. Mit dem Berliner Verein erreichte Raduljica in der Basketball-Bundesliga 2010/11 noch die Finalserie um die Meisterschaft, die jedoch knapp in fünf Spielen gegen Titelverteidiger Brose Baskets Bamberg verloren ging.
Auch in den folgenden beiden Spielzeiten wurde Raduljica von dem nun als Anadolu Efes firmierenden türkischen Verein an andere Vereine in Europa verliehen. In der Saison 2011/12 spielte er ausgerechnet für Železniks Lokalrivalen KK Partizan Belgrad, während sein ehemaliger Belgrader Verein mit KK Roter Stern fusioniert war. Mit Serienmeister Partizan verteidigte Raduljica das nationale Double aus Meisterschaft und Pokal, konnte aber den Titel in der ABA-Liga nicht verteidigen. 
In der Saison 2012/13 spielte Raduljica in der Basketball Superliga Ukraine für den Vizemeister BK Asowmasch aus Mariupol, der erneut in die Finalserie um die Meisterschaft einzog und diesmal BK Budiwelnyk Kiew unterlag.
Nachdem Raduljica zuvor kein gesteigertes Interesse an der am höchsten dotierten Profiliga NBA in den Vereinigten Staaten gezeigt hatte und im „Entry Draft“ der Liga auch nicht berücksichtigt worden war, wurde er im Sommer 2013 doch noch von einem Klub der NBA verpflichtet. Bei den Milwaukee Bucks bekam er einen Zweijahresvertrag mit Option. Anschließend lief er 2015 für einige Spiele für die Minnesota Timberwolves auf.
Mit der serbischen Nationalmannschaft gewann er bei der Basketball-Weltmeisterschaft 2014 in Spanien die Silbermedaille.

## Erfolge
- Serbischer Meister 2012
- Serbischer Pokalsieger 2012
- Griechischer Pokalsieger: 2016
- Vize-Europameister: 2009
- Vize-Weltmeister: 2014